# 怀念狼
《怀念狼》，贾平凹的长篇小说。该长篇小说被誉为“中国版《猎人笔记》”。

## 写作和出版
贾平凹接受记者采访的时候说，这部《怀念狼》的构思源于商州捕狼队捕杀狼群之后，商州只剩下了15只狼，由于这个发人深思的事情，他写了这部长篇小说，但是由于年老体弱，这部长篇小说一共大幅度修改有4次，由于沮丧曾撂笔不写。

## 内容
该长篇小说讲述“我”和舅舅一起到商州寻找残存的15只狼的故事。
商州南部野狼肆虐，人类和狼群曾经为了争夺地盘爆发数次战争，“我”的舅舅7岁时被狼叼走了，被乡亲救回脖子留了三个疤痕。
天长地久，狼群越来越少，只有15只，舅舅和“烂头”成了保护狼的普查员。

## 主题和风格
《怀念狼》的背景是商州，尤其是西京，写出了人类和狼的“共生”和“竞争”，有环保意识，民族忧患意识，如书中所写，由于没有狼了，商州人体质变弱了、精神萎靡了，原因在于人类没有了一个既共荣又竞争的敌人。

## 评价
贾平凹接受记者采访时说“这是写得最好的一部”。